# Hillsborough (fleuve)
Pour les articles homonymes, voir Hillsborough.
Le fleuve Hillsborough ((en) Hillsborough River) est un fleuve côtier des États-Unis qui prend sa source dans le Green Swamp de Floride, près de la limite des comtés de Hillsborough, Pasco et Polk ; puis s'écoule sur 87 km à travers les comtés de Pasco et de Hillsborough jusqu'à son embouchure dans la baie de Tampa. 

## Étymologie
Le nom de Hillsborough River apparaît pour la première fois sur une carte britannique de 1769. À l'époque où le duc de Hillsborough était le Secrétaire d'État aux colonies de la Grande-Bretagne, et donc l'employeur des géomètres travaillant dans les colonies américaines, dont faisait partie la Floride Orientale.

## Sources
- Charles R Boning, Florida's rivers, Sarasota, Fla. : Pineapple Press, 2007. p. 174-177.  (ISBN 978-1-56164-400-1)
- Booth Gunter, « Hillsborough River ». in Marth, Del and Marty Marth, eds. The Rivers of Florida. Sarasota, Florida: Pineapple Press 1990.  (ISBN 0-910923-70-1).